# Gradinje (Dimitrovgrad)
Gradinje (Servisch cyrillisch Градиње) is een plaats in de Servische gemeente Dimitrovgrad. De plaats telt 204 inwoners (2002).